# Sibiracanthella
Sibiracanthella (лат.) — род коллембол из семейства Isotomidae (Anurophorinae).

## Описание
Отмечены степных участках в регионах: Россия, Казахстан, Монголия.
Тело вытянутое с короткими ногами и длинными усиками. Длина около 1 мм (беловато-серые). Последний 4-й членик усика (Ant.IV) с апикальной булавой. Глаза развиты. На 5-6-м абдоминальном сегментах расположены 4 анальных шипика.

## Классификация
Род и два его новых вида были описаны российскими энтомологами Михаилом Потаповым (Московский педагогический государственный университет, Москва) и Софией Стебаевой (Институт систематики и экологии животных СО РАН, Новосибирск).
- Sibiracanthella nuda Stebaeva et Potapov, 1995 — Казахстан, Павлодарская область[1]
- Sibiracanthella rara (Dunger, 1982) — Монголия[2]
- Sibiracanthella sohondo Potapov et Stebaeva, 1995 — Россия, Читинская область (Сохондо, Сохондинский заповедник)[1]